# Carla Santos
Carla Ferreira Santos est une joueuse brésilienne de volley-ball née le 17 janvier 1992 à Belo Horizonte. Elle mesure 1,77 m et joue au poste de réceptionneuse-attaquante. 

## Clubs
| Club                         | De        | À         |
| ---------------------------- | --------- | --------- |
| Minas Tênis Clube            | 2006-2006 | 2006-2006 |
| Mackenzie EC                 | 2006-2006 | 2006-2006 |
| Minas Tênis Clube            | 2006-2007 | 2015-2016 |
| Praia Clube                  | 2016-2017 | 2017-2018 |
| Fluminense Football Club     | 2018-2019 | 2018-2019 |
| Clube de Regatas do Flamengo | 2019-2020 | …         |

## Palmarès

### Équipe nationale
- Championnat du monde des moins de 18 ans
  - Vainqueur : 2009.

### Clubs
- Championnat du Brésil
  - Vainqueur : 2018.
- Supercoupe du Brésil
  - Finaliste : 2016.
- Championnat sud-américain des clubs
  - Finaliste : 2017.
- Coupe du Brésil
  - Finaliste : 2018.